# Icaronycteris
Icaronycteridae
Famille
Genre
Icaronycteris est un genre fossile de chauve-souris qui vivait il y a environ 55 Ma en Amérique du Nord, de la famille fossile des Icaronycteridae.

## Historique
Le genre Icaronycteris est décrit en 1966 par le paléontologue américain Glenn L. Jepsen (1903-1974),, en même temps que la famille des Icaronycteridae et l'espèce première décrite †Icaronycteris index,.

### Fossiles
Selon paleoDb en 2025, le nombre de collections référencées de fossiles est de neuf. Ces collections sont de l'Yprésien de l'Éocène inférieur, c'est-à-dire de 55,8 à 48,6 Ma avant notre ère.

### Répartition
Ces neuf collections proviennent de quatre pays, une de Chine, trois de France, une d'Inde, et quatre du Wyoming aux États-Unis.

### Étymologie
Le nom Icaronycteris signifie chauve-souris d'Icare, du grec Nycteris (chauve-souris).

## Liste d'espèces
Selon Paleobiology Database en 2025, les espèces de ce genre sont au nombre de quatre :
- †Icaronycteris index Jepsen, 1966[1]
- †Icaronycteris menui Russell et al., 1973
- †Icaronycteris sigei Smith et al., 2007
- †Icaronycteris gunnelli Rietbergen et al., 2023 [3],[2].

## Description
Icaronycteris pouvait atteindre 35 cm d'envergure et ses ailes étaient similaires à celles des chauves-souris actuelles. Elle était dotée d'une longue queue qui lui servait de gouvernail. Ses pattes, trop petites pour la locomotion, ne lui permettaient que de se suspendre la tête en bas. Sa peau était recouverte d'une fourrure. Les os de son crâne laissent supposer qu'elle possédait déjà un système d'écholocation, ses oreilles étaient grandes tandis que ses yeux étaient petits. Sa main comportait cinq doigts avec une petite griffe à l'extrémité du pouce et de l'index.

## Environnement
Elle a vécu au début de l'Éocène, durant une période où le climat était chaud, avec beaucoup d'insectes dont elle se nourrissait.

### Publication originale
- [1966] (en) Glenn L. Jepsen, « Early Eocene Bat from Wyoming », Science, Amérique septentrionale, AAAS, vol. 154, no 3754,‎ 9 décembre 1966, p. 1333-9 (ISSN 0036-8075 et 1095-9203, OCLC 1644869, PMID 17770307, DOI 10.1126/SCIENCE.154.3754.1333).